# Tumringen
Tumringen (Alemannisch: Dumringe) ist seit 1935 ein Stadtteil von Lörrach, der westlich des Flusses Wiese gelegen ist. Im Nordosten der Gemarkung Tumringen befindet sich der historische Weiler Rötteln. Südwestlich von Tumringen liegt benachbart der Tüllinger Berg, ein Aussichtspunkt und Naherholungsgebiet der Region.

## Geographie

### Lage und Gliederung
Der Ort Tumringen liegt am Fuß des Tüllinger Berges und des Röttler Walds und wird im Osten durch den Fluss Wiese eingerahmt. Oberhalb des Ortes befindet sich zwischen dem Tüllinger Berg und dem Röttler Wald der Pass Lucke auf 365,5 m ü. NHN, über welche die A98 und die Landstraße 141 führt. 
Zu Tumringen gehört der Weiler Rötteln, welcher jedoch nicht mit dem Weiler Röttelnweiler zu verwechseln ist.

### Nachbargemeinden
Im Süden grenzt Tumringen an den Lörracher Stadtteil Tüllingen. Südwestlich liegt Ötlingen, ein Ortsteil von Weil am Rhein. Im Westen grenzt Binzen gefolgt von Rümmingen an die Tumringer Gemarkung. Im Nordosten befindet sich der Lörracher Ortsteil Haagen mit den anliegenden Weilern Röttelnweiler und Hasenloch. Im Osten bzw. Südosten grenzt der Ort an Lörrachs Nordstadt.

## Geschichte

Tumringen 1906

Bis 2016 wurde angenommen, dass Tumringen als Tohtarinchova im Jahr 767 erstmals erwähnt wurde, die Gemarkung war zudem schon länger besiedelt. Erstere Annahme erwies sich jedoch als unzutreffend. Eine erste Erwähnung erfolgte demnach erst 890 in einer im Original erhaltenen Urkunde König Arnulfs, in der Tumringen als Besitz des Klosters St. Gallen beschrieben wird. Später war Tumringen Teil der Herrschaft Rötteln. Seit dem 16. Jh. wurde in der Röttler Kirche, zu welcher Tumringen gehört, lutherisch gepredigt.
1591 erfolgte der Bau einer Brücke über den Fluss Wiese. Im Dreißigjährigen Krieg und in den Kriegen Ludwigs XIV. wurde der Ort, der sich in der Nähe zum strategisch wichtigen Rheinübergang in Basel befand, weitgehend zerstört. Die Bewohner Tumringens waren offenbar traditionell besonders wehrhaft, worauf jedenfalls ihr heutiger Spitzname Güggel hinweist. 1731 wurden die Grenzen zu den Nachbargemeinden festgelegt. 1742 erfolgte der Bau einer steinernen Brücke über die Wiese.
Im 19. Jahrhundert erfolgte die Industrialisierung des Wiesentales, wo sich vor allem Textilbetriebe ansiedelten. In den Jahren 1920/21 war auf Tumringer Gemarkung der Flugplatz Lörrach in Betrieb. Nach dem Ersten Weltkrieg litt Tumringen unter einer wirtschaftlichen Krise, weshalb u. a. auch der Plan zum Bau eines Kriegerdenkmals aufgegeben werden musste. Im Jahr 1925 hatte Tumringen 1196 Einwohner. Man begann, die Möglichkeiten einer Eingemeindung nach Lörrach zu diskutieren, welche mit einem Festakt am 1. Oktober 1935 vollzogen wurde.
Tumringen litt lange unter starkem Verkehrsaufkommen, wobei der Bau der Autobahn A 98 zunächst Entlastung brachte und seit 1988 vor allem den überregionalen Verkehr an Tumringen und Lörrach vorbeiführt. Heute wird die Bebauung von Lörrach und Tumringen nur noch durch die Wiese getrennt. Durch die Neubebauung des Areals im Bereich der Einmündung der Mühlestraße in die Freiburger Straße erfährt Tumringen erstmals eine sichtbare Urbanisierung mit zusätzlichen Einkaufsmöglichkeiten und einer modernen hinter der Grundschule befindlichen Mehrzweckhalle.

## Wappen
Das zweigeteilte Wappen von Tumringen zeigt (heraldisch) rechts die badischen Farben, einen roten Schrägbalken auf goldenem Grund. Auf der (heraldisch) linken Seite ist ein stehender, schwarzer Bär auf goldenem Grund zu sehen. Das Wappen deutet auf die Zugehörigkeit zur Markgrafschaft und später zum Großherzogtum Baden (links), Besitz des Klosters St. Gallen (rechts). Das Wappen wurde 1905 eingeführt.

## Wirtschaft und Infrastruktur

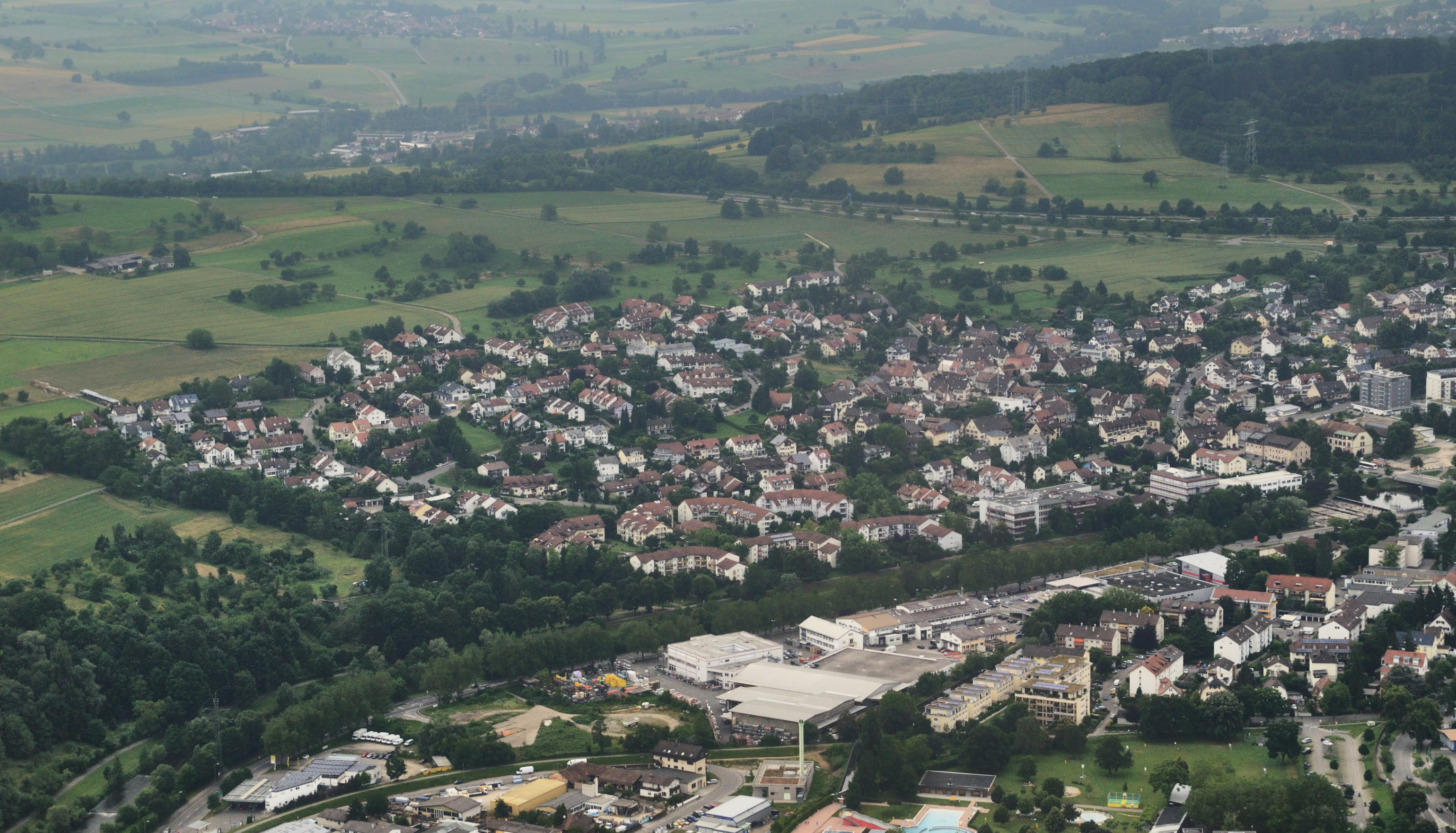
Luftbild von Tumringen aus südlicher Richtung

### Wirtschaft
In Tumringen sind diverse mittelständische Unternehmen aus dem Bereich der Industrie und Automation sowie eine Bettfedernfabrik angesiedelt. 
Daneben existieren eine Reihe mittelständischer Betriebe sowie einer der wenigen Lörracher Betriebskindergärten. Ebenfalls produzierte bis 2012 die GABA GmbH, zog dann jedoch um in ein neues Werk nach Polen. Gaba ist durch Marken wie aronal, elmex und Meridol in der oralen Prävention tätig.

### Verkehr
Auf Tumringer Gemarkung befindet sich die Autobahn-Anschlussstelle 4 (Kandern), die nordwärts ins Kandertal und südwärts über die Lucke nach Tumringen und Lörrach führt.

### Bildungseinrichtungen
Die heutige Grundschule von Tumringen befindet sich in einem Bau aus dem Jahre 1909. Vorher war die Schule im späteren Rathaus der Gemeinde untergebracht, in dem sich heute eine Bank befindet. Das denkmalgeschützte Gebäude wurde in den 2010er Jahren um einige Meter verschoben, um die Erschließung des Baugebiets Tumringen-Süd zu erleichtern. Von 2014 bis 2016 wurde eine Sporthalle mit Mensa und Erweiterungsräumen angebaut. Die Grundschule ist heute zweizügig mit ca. 130 Schülern und zehn Lehrkräften.

### Vereine
- Turnverein Tumringen 1898 e. V.
- FV Tumringen 1910 e. V.
- Güggel-Clique Tumringen
- Gesangsverein
- Höllenknechte Tumringen